# Olympische Sommerspiele 1956/Gewichtheben – Mittelgewicht (Männer)
Bei den Olympischen Spielen 1956 in der australischen Metropole Melbourne wurde am 24. November im Royal Exhibition Building das Gewichtheben im Mittelgewicht für Männer ausgetragen.
Es gewann der Sowjetrusse Fjodor Bogdanowski vor dem Briten Peter George sowie dem Italiener Ermanno Pignatti.
Die Athleten traten im sogenannten Dreikampf gegeneinander an. Dieser umfasste neben den heute üblichen Disziplinen Reißen und Stoßen noch das Drücken.
Laut den Wettkampfbestimmungen der International Weightlifting Federation (IWF) musste das Körpergewicht jedes Boxers im Mittelgewicht über 67,5 kg und nicht mehr als 75,0 kg betragen.

## Teilnehmende Nationen
Insgesamt nahmen 16 Sportler aus folgenden 15 Nationen teil.
| - Australien (1) - Britisch-Guayana (1) - Iran (1) - Italien (1) - Kanada (1) | - Kolumbien (1) - Malaya (1) - Polen (2) - Schweden (1) - Singapur (1) | - Sowjetunion (1) - Südafrikanische Union (1) - Südkorea (1) - Taiwan (1) - Vereinigte Staaten (1) |

## Ergebnis
Während des Wettkampfs wurden vier Rekorde aufgestellt: Der Sieger Fjodor Bogdanowski stellte mit 420,0 kg (total) einen Weltrekord sowie mit 132,5 kg im Drücken und 165,0 kg im Stoßen zwei olympische Rekorde auf. Der Zweitplatzierte, Peter George aus Großbritannien, stellte mit 127,5 kg einen olympischen Rekord im Reißen auf.
Anmerkung: KG = Körpergewicht; V1/2/3 = Versuch 1/2/3;  Weltrekord  /  Olympischer Rekord 
| Rang | Name               | Nation                | KG [ kg ] | total [ kg ] | Drücken [ kg ] | Drücken [ kg ] | Drücken [ kg ] | Reißen [ kg ] | Reißen [ kg ] | Reißen [ kg ] | Stoßen [ kg ] | Stoßen [ kg ] | Stoßen [ kg ] |
| Rang | Name               | Nation                | KG [ kg ] | total [ kg ] | V1             | V2             | V3             | V1            | V2            | V3            | V1            | V2            | V3            |
| ---- | ------------------ | --------------------- | --------- | ------------ | -------------- | -------------- | -------------- | ------------- | ------------- | ------------- | ------------- | ------------- | ------------- |
| 1    | Fjodor Bogdanowski | Sowjetunion           | 74,8      | 420,0        | 125,0          | 130,0          | 132,5          | 117,5         | 122,5         | 125,0         | 157,5         | 162,5         | 165,0         |
| 2    | Peter George       | Vereinigte Staaten    | 74,4      | 412,5        | 117,5          | 122,5          | 122,5          | 122,5         | 127,5         | 130,0         | 157,5         | 162,5         | 170,0         |
| 3    | Ermanno Pignatti   | Italien               | 74,1      | 382,5        | 112,5          | 117,5          | 117,5          | 112,5         | 117,5         | 117,5         | 140,0         | 145,0         | 147,5         |
| 4    | Jan Bochenek       | Polen                 | 74,2      | 382,5        | 115,0          | 115,0          | 120,0          | 107,5         | 112,5         | 115,0         | 142,5         | 147,5         | 150,0         |
| 5    | Kim Seong-jip      | Südkorea              | 74,3      | 380,0        | 120,0          | 125,0          | 125,0          | 105,0         | 110,0         | 112,5         | 140,0         | 145,0         | 150,0         |
| 6    | Krzysztof Beck     | Polen                 | 74,5      | 380,0        | 122,5          | 127,5          | 127,5          | 107,5         | 107,5         | 112,5         | 140,0         | 145,0         | 147,5         |
| 7    | Ebrahim Peiravi    | Iran                  | 74,8      | 372,5        | 102,5          | 107,5          | 110,0          | 112,5         | 117,5         | 120,0         | 142,5         | 147,5         | 150,0         |
| 8    | Adrien Gilbert     | Kanada                | 74,7      | 370,0        | 105,0          | 110,0          | 112,5          | 105,0         | 112,5         | 115,0         | 132,5         | 137,5         | 142,5         |
| 9    | Kay Poh Wong       | Singapur              | 71,6      | 365,0        | 100,0          | 105,0          | 107,5          | 112,5         | 117,5         | 117,5         | 140,0         | 145,0         | 150,0         |
| 10   | Jannie Greeff      | Südafrikanische Union | 74,7      | 365,0        | 115,0          | 115,0          | 120,0          | 102,5         | 107,5         | 112,5         | 137,5         | 137,5         | 142,5         |
| 11   | Winston McArthur   | Britisch-Guayana      | 75,0      | 352,5        | 95,0           | 100,0          | 105,0          | 102,5         | 107,5         | 112,5         | 130,0         | 140,0         | 142,5         |
| 12   | Ko Bu-beng         | China                 | 72,2      | 325,0        | 90,0           | 90,0           | 95,0           | 92,5          | 100,0         | 100,0         | 135,0         | 145,0         | 145,0         |
| 13   | Fred Baugh         | Australien            | 74,3      | 325,0        | 100,0          | 107,5          | 107,5          | 95,0          | 102,5         | 102,5         | 122,5         | 122,5         | -             |
| —    | Lum Pak Chan       | Malaya                | 72,2      | 202,5        | 100,0          | 100,0          | 100,0          | 100,0         | 100,0         | 102,5         | 132,5         | 132,5         | 132,5         |
| —    | Carlos Caballero   | Kolumbien             | 69,8      | 197,5        | 92,5           | 97,5           | 100,0          | 100,0         | 105,0         | -             | -             | -             | -             |
| —    | Ingemar Franzén    | Schweden              | 74,0      | 0,0          | 110,0          | 115,0          | 115,0          | -             | -             | -             | -             | -             | -             |